# أوسامو كوباياشي (مخرج)
أوسامو كوباياشي (باليابانية: 小林治؛ بالكانا: こばやし おさむ) هو رسام رسوم متحركة ومخرج رسوم متحركة ومخرج ياباني، ولد في 9 يناير 1945 في طوكيو في اليابان.

## وصلات خارجية
- أوسامو كوباياشي على موقع IMDb (الإنجليزية)
- أوسامو كوباياشي على موقع قاعدة بيانات الفيلم (الإنجليزية)
- أوسامو كوباياشي على موقع ANN person (الإنجليزية)